# Bourg-Argental
Bourg-Argental è un comune francese di 3 079 abitanti situato nel dipartimento della Loira della regione dell'Alvernia-Rodano-Alpi.

## Società

### Evoluzione demografica
Abitanti censiti